# Michelle Hurd
Michelle Hurd (21 de diciembre de 1966) es una actriz de televisión y cine estadounidense. Está casada con el actor estadounidense Garret Dillahunt.

## Biografía
Michelle Hurd es hija del actor Hugh L. Hurd. Se graduó de Saint Ann's School en 1984 y de la Universidad de Boston en 1988, y estudió en la Escuela de Alvin Ailey. Después de graduarse de la universidad, estudió en el National Theatre de Reino Unido.
Conoció a su esposo, Garret Dillahunt en 900 Oneonta de Circle Repertory Theater Company.
Sus créditos en el teatro de Broadway incluyen, en 1996, Getting Away with Murder, de Stephen Sondheim y George Furth, que fracasó en taquilla. También ha actuado en Othello, A.M.L., Hamlet en el North Shore Theater, The Hunchback of Notre Dame y Looking for the Pony en el Manhattan Theater Source con su hermana Adrienne Hurd.
Ha ganado varios premios, entre ellos el Robbie Award y el Premio de Teatro de California a la mejor actriz de reparto en un drama cuando se estrenó The Violet Hour, de Richard Greenberg, en el South Coast Repertory.
Coprotagonizó junto a Christopher Meloni y Mariska Hargitay la primera temporada de Law & Order: Special Victims Unit, antes de dejar la serie en 2000, pero sí aparecen en los episodios primero, séptimo y décimo sexto de la segunda temporada, su última aparición fue en marzo de 2001.
Sus papeles de la televisión incluyen Charmed, The O. C., According to Jim, Shark, Bones, Hawaii 5.0 y Gossip Girl. En 2006-2007 tuvo un papel recurrente en ER como la productora de noticias de televisión Courtney Brown.
Fue Diana, el papel principal, en febrero en el Washington Shakespeare Theatre Company.
En 2010, Hurd inició un papel protagonista en la serie de A&E Network, The Glades, interpretando a Colleen Manus.
Es Renee Grover, mujer de Lou Grover (Chi Mcbride), en Hawaii 5.0.
Entre 2016 y 2020 interpretó a Ellen Briggs "Shepherd" en la serie Blindspot.
En 2020 interpretó a Raffaela "Raffi" Musiker en Star Trek: Picard.

## Filmografía

### Cine
| Año  | Título                                      | Personaje              |
| ---- | ------------------------------------------- | ---------------------- |
| 1989 | Rude Awakening                              | Estudiante en la calle |
| 1998 | Wilbur Falls                                | Policía estatal #2     |
| 1999 | Personals                                   | Lorraine               |
| 1999 | Random Hearts                               | Susan                  |
| 2000 | Double Parked                               | Lola                   |
| 2006 | Play It by Ear                              | Mary Ann               |
| 2012 | Girl Most Likely                            | Libby                  |
| 2015 | I Spit on Your Grave III: Vengeance Is Mine | Det. Glenn Bolton      |
| 2016 | Search Engines                              | Petra                  |
| 2017 | We Don't Belong Here                        | Tania                  |
| 2017 | Be Afraid                                   | Christine Booth        |
| 2018 | Being Frank                                 | Marcy Kempler          |
| 2020 | Bad Hair                                    | Maxine                 |
| 2023 | Anyone But You                              | Carol                  |

### Televisión
| Año       | Título                            | Personaje               | Notas                                                                         |
| --------- | --------------------------------- | ----------------------- | ----------------------------------------------------------------------------- |
| 1991–1997 | Another World                     | Dana Kramer             | Role held: May 28, 1991 – September 2, 1994; November 10, 1995 – June 9, 1997 |
| 1994      | Vanishing Son II                  | Anita                   | Película de televisión                                                        |
| 1994–1995 | New York Undercover               | ADA Reynolds            | 5 Episodios                                                                   |
| 1995      | The Cosby Mysteries               | Jogger                  | "Comic Book Murder"                                                           |
| 1995      | New York News                     | Asia                    | "Good-Bye Gator"                                                              |
| 1997      | Justice League of America         | B.B. DaCosta / Fire     | Película de televisión                                                        |
| 1997      | Law & Order                       | Angela Roney            | "Entrapment"                                                                  |
| 1997      | Players                           | Laura Jenkins           | "Con Amore"                                                                   |
| 1997      | The Practice                      | Renee Williams          | 2 Episodios                                                                   |
| 1997–1998 | Malcolm & Eddie                   | Simone Lewis            | Recurrente(T2)                                                                |
| 1998      | Beyond Belief: Fact or Fiction    | Diane Lerner            | "The Getaway"                                                                 |
| 1999      | Action                            | Gina                    | "Pilot"                                                                       |
| 1999–2001 | Law & Order: Special Victims Unit | Monique Jeffries        | Principal (T1–2)                                                              |
| 2001      | The Fugitive                      | Nettie Beaumont         | "Lagniappe"                                                                   |
| 2001–2002 | Leap Years                        | Athena Barnes           | Principal                                                                     |
| 2003      | Skin                              | Kimberly Banks          | 3 Episodios                                                                   |
| 2004      | According to Jim                  | Kitson                  | 3 Episodios                                                                   |
| 2004      | Kevin Hill                        | Brooke Mills            | "Homework"                                                                    |
| 2004      | The O.C.                          | Srta. Fisher            | "The Way We Were"                                                             |
| 2005      | Charmed                           | Katya                   | "Little Box of Horrors"                                                       |
| 2006      | Bones                             | Rose Harding            | "The Man in the Morgue"                                                       |
| 2006      | Kidnapped                         | Katherine               | "Burn, Baby, Burn"                                                            |
| 2006      | Smith                             | Agente Lowry            | "Pilot"                                                                       |
| 2006–2007 | ER                                | Courtney Brown          | 6 Episodios                                                                   |
| 2007      | Shark                             | Connie Vasquez          | "Strange Bedfellows"                                                          |
| 2007–2008 | Gossip Girl                       | Laurel                  | 6 Episodios                                                                   |
| 2009      | CSI: Miami                        | Diane Reed              | "Out of Time"                                                                 |
| 2009      | The Good Wife                     | Tamara                  | "Unprepared"                                                                  |
| 2009      | Too Late to Say Goodbye           | Ann Roche               | Película de televisión                                                        |
| 2010      | FlashForward                      | Liz Kayson              | "Course Correction"                                                           |
| 2010–2013 | The Glades                        | Colleen Manus           | Principal                                                                     |
| 2011–2013 | 90210                             | Rachel Gray             | 6 Episodios                                                                   |
| 2012      | Blue Bloods                       | Anne Reynolds           | "Risk and Reward"                                                             |
| 2012      | Naughty or Nice                   | Helen Purcell           | Película de televisión                                                        |
| 2013      | Emily Owens, M.D.                 | Diana Calder            | "Emily and... the Love of Larping"                                            |
| 2013      | Golden Boy                        | Louise Reed             | "Longshot"                                                                    |
| 2013      | Raising Hope                      | Agente Thompson         | "Murder, She Hoped"                                                           |
| 2014      | Pretty Little Liars               | Elizabeth Mainway       | "Who's in the Box?"                                                           |
| 2014      | Witches of East End               | Alex                    | 2 Episodios                                                                   |
| 2014–2019 | Hawaii Five-0                     | Renee Grover            | 7 Episodios                                                                   |
| 2015      | Beautiful & Twisted               | Det. Sgt. Gloria Mosley | Película de televisión                                                        |
| 2015      | Bosch                             | Connie Irving           | "Chapter Eight: High Low"                                                     |
| 2015      | Devious Maids                     | Jacklyn Dussault        | 4 Episodios                                                                   |
| 2015      | How to Get Away with Murder       | Amanda Winthrop         | "Mama's Here Now"                                                             |
| 2015      | It Had to Be You                  | Pam Davis               | Película de televisión                                                        |
| 2015      | Jessica Jones                     | DA Samantha Reyes       | "AKA Smile"                                                                   |
| 2015      | The Mysteries of Laura            | Donna McKinney          | "The Mystery of the Popped Pugilist"                                          |
| 2016      | Ash vs. Evil Dead                 | Linda Bates Emery       | Principal (T2)                                                                |
| 2016      | Daredevil                         | Samantha Reyes          | Recurrente (T2)                                                               |
| 2016–2020 | Blindspot                         | Ellen "Shepherd" Briggs | Principal (T2). Invitado (T3 y 5). Recurrente (T4)                            |
| 2017      | Lethal Weapon                     | Gina Santos             | Recurrente                                                                    |
| 2017      | Younger                           | Donna                   | "A Close Shave"                                                               |
| 2020–2023 | Star Trek: Picard                 | Raffi Musiker           | Principal                                                                     |
| 2021      | Pose                              | Ebony Alexander Jackson | "Take Me To Church"                                                           |

### Videojuegos
| Año  | Título                       | Personaje | Notas |
| ---- | ---------------------------- | --------- | ----- |
| 2004 | Terminator 3: The Redemption | Varios    | Voz   |

### Radio
| Año  | Título                         | Personaje               |
| ---- | ------------------------------ | ----------------------- |
| 2021 | Marvel's Wastelanders: Hawkeye | Bobbi Morse/Mockingbird |

### Teatro
| Año  | Título                   | Personaje       | Notas                                                                      |
| ---- | ------------------------ | --------------- | -------------------------------------------------------------------------- |
| 1990 | The Constant Couple      | Lady Lurewell   | Red Heel Theatre. Mayo de 1990                                             |
| 1996 | Getting Away with Murder | Charmaine       | Broadhurst Theatre. 17 de marzo de 1996-31 de marzo de 1996                |
| 1997 | 900 Oneonta              | Palace          | Circle Repertory Company. 5 de septiembre de 1997-22 de septiembre de 1997 |
| 2002 | The Violet Hour          | Jessie Brewster | South Coast Repertory. 8 de noviembre de 2002-24 de noviembre de 2002      |
| 2009 | Dog in the Manger        | Diana           | Shakespeare Theatre Company. 10 de febrero de 2009-29 de marzo de 2009     |